# Epitrioza tetranotata
Epitrioza tetranotata är en insektsart som beskrevs av Yang och Li 1981. Epitrioza tetranotata ingår i släktet Epitrioza och familjen spetsbladloppor. Inga underarter finns listade i Catalogue of Life.